# سازواری اشکال هندسی و رنگ‌ها
شکل و رنگ در معنی‌دار بودن و مفهوم خود یکدیگر را اثبات و تأیید می‌نمایند. سه شکل اصلی _مربع، مثلث و دایره نیز مانند سه رنگ اصلی قرمز، زرد و آبی دارای خصوصیات مفهومی و بیانی مشخص هستند.

## مربع
مربع که اساس آن تقاطع قائم دو خط افقی است، نمایانگر ماده، وزن و حدود مشخص است. وقتی یک مربع با اضلاع صاف و مستقیم و زوایای قائمه اش ترسیم می‌شود، حس کشش و و امتداد و تجربه سکون را القا می‌کند. کلیه شکل‌هایی که دارای خطوط افقی و عمودی هستند، مثل صلیب، مربع مستطیل یا نظایر آن، قابلیت تشبیه به مربع را دارند. مربع با رنگ قرمز منطبق است و رنگ قرمز با شکل سنگین و ساکن مربع مطابقت دارد.

## مثلث
مثلث حاصل تقاطع سه خط مورب است، و زوایای حاد و تند آن تأثیر ستیزه جوئی، پرخاش و تهاجم را ایجاد می‌کنند. مثلث شبیه کلیه شکل‌هایی که دارای خاصیت مورب می‌باشند_مثل لوزی، ذوزنقه زیگ زاگ و نظایرآن_مثلث سمبل تفکر است و حالت و خصوصیت بی وزن آن با زرد روشن هماهنگی دارد.

## دایره
دایره مکان هندسی نقاطی است که حول نقطه‌ای در یک سطح با فاصله ثابت حرکت می‌کنند. برعکس مربع که احساس تند و تیزی و سکون را ایجاد می‌کند، دایره احساسات را ملایم و معتدل نموده و حس آرامش و حرکت آرام و آهسته را القا می‌نماید. دایره سمبل روح است که در درون خود همواره در حال حرکت است.
چینی‌های قدیم برای ساختن معابد خود اشیا مدور را به کار می‌بردنند، در حالی که کاخ‌های فانی و دنیوی سلاطین به شکل چهار گوش ساخته می‌شد. سمبل ستاره‌شناسی خورشید دایره‌ای است با نقطه‌ای در مرکز آن.
دایره با تمام شکل‌هایی که خصوصت قوس دار و مدور داشته قرابت دارد مثل اشکال بیضوی، موجی، بشقابی یا سهمی و نظایر آن.
شکل دایره که لاینقطع در حال حرکت است، با قرمز مطابقت دارد.
مربع بیانگر ماده ساکن است، مثلث درخشان نماینده تفکر است، و دایره روحی است با حرکت ابدی. اگر در پی شکل هلیی برای رنگ‌های ثانویه باشیم، ذوزنقه را با سبز، سه گوش‌های گوی مانند را با نارنجی، و بیضی را با بنفش منطبق خواهیم یافت.
مثلث، ذوذنقه_ مربع_ مستطیل و سایر اشکال هندسی که دارای گوشه می‌باشند گویای هندسی استاتیکی بوده و دایره، بیضی و بیضوی نمودار هندسه دینامیکی می‌باشند. دایره با رنگ آبی منطبق است.